# Rifton
Rifton es un lugar designado por el censo ubicado en el condado de Ulster en el estado estadounidense de Nueva York. En el año 2000 tenía una población de 501 habitantes y una densidad poblacional de 163 personas por km². Rifton está cerca de la línea oeste de la ciudad de Esopus en la ruta 213.

## Geografía
Rifton se encuentra ubicado en las coordenadas 41°50′0″N 74°2′32″O / 41.83333, -74.04222.

## Demografía
Según la Oficina del Censo en 2000 los ingresos medios por hogar en la localidad eran de $44,375, y los ingresos medios por familia eran $49,643. Los hombres tenían unos ingresos medios de $36,500 frente a los $35,938 para las mujeres. La renta per cápita para la localidad era de $22,015. Alrededor del 0% de la población estaban por debajo del umbral de pobreza.